# Spitssnuitdolfijn van Gray
De spitssnuitdolfijn van Gray (Mesoplodon grayi) is een walvisachtige uit de familie der spitssnuitdolfijnen (Ziphiidae). De spitssnuitdolfijn van Gray komt waarschijnlijk enkel voor op het Zuidelijk Halfrond. Het is een vrij sociale soort, die voor een spitssnuitdolfijn uit het geslacht Mesoplodon, regelmatig strandt. De soort is vernoemd naar de Britse zoöloog John Edward Gray.
De spitssnuitdolfijn van Gray is een grote tandwalvis. De kop is klein en bijna plat, zonder duidelijke meloen maar met een lange, smalle bek. De kleur is meestal bruinachtig of blauwig donkergrijs tot zwart op de rug, met vaak gevlekt grijs op de flanken en een lichtgrijze tot witte buik. De bek kan wit of witgevlekt zijn, en wordt witter naarmate het dier ouder wordt. Rond de navel, de anus en de genitaliën bevinden zich witte markeringen.
Het mannetje heeft één paar driehoekige tanden in de onderkaak, die middelgroot zijn (ongeveer 10 cm hoog en 8cm breed), een gezaagde rand hebben met één of meer scherpe punten en iets naar voren gebogen staan. Deze tanden bevinden zich zo'n 20 cm van de punt van de kaak af. Ook hebben zowel het mannetje als het vrouwtje ongeveer 17 tot 22 (maximaal 26) zeer kleine, rudimentaire tandjes in de bovenkaak, die net buiten het tandvlees steken.
Vrouwtjes worden groter dan mannetjes. Vrouwtjes worden 5,64 tot 6 meter lang en 4,8 ton zwaar, mannetjes gemiddeld 4,64 meter lang en gemiddeld 1 ton zwaar.
De spitssnuitdolfijn komt voor in alle gematigde en koude zeeën ten zuiden van de Steenbokskeerkring. De enige bekende stranding van de soort op het Noordelijk Halfrond was op de Nederlandse kust. Hij leeft waarschijnlijk in groepjes van zes of meer dieren, afgaande op enkele massale strandingen en zeldzame waarnemingen op volle zee. Net als de meeste andere spitssnuitdolfijnen jaagt hij voornamelijk op inktvissen.